# Rémy Buisine
Pour les articles homonymes, voir Buisine.
Rémy Buisine, né le 27 novembre 1990 à Seclin (Nord), est un vidéaste journaliste français travaillant pour le média en ligne Brut.

## Biographie
Né à Seclin dans le département du Nord, Rémy Buisine grandit dans le village de Landas, entre Valenciennes et Lille ; il est fils d'ouvrier. En proie à des difficultés scolaires, il effectue une partie de sa scolarité à l'Institut de Genech,. Un brevet d'études professionnelles (BEP) Vente en poche mais passionné par les médias, il devient auto-entrepreneur à l'âge de 19 ans et assure la communication de clubs et joueurs de foot de sa région,.
En 2012, il participe à l'émission de téléréalité The social rush diffusée sur Direct Star dans laquelle plusieurs candidats sont testés sur leur capacité à mobiliser une communauté en ligne.
L'année suivante, il déménage à Paris où il assure le community management de trois stations de radio du Groupe 1981 (Voltage, Ado FM et Latina),,.
À l'aide de l'application de diffusion en direct Périscope et de son smartphone, il couvre les attentats du 13 novembre 2015 pour une audience confidentielle. Rémy Buisine se fait connaître pour sa couverture très suivie du mouvement Nuit debout au printemps 2016, toujours par le biais de Périscope ; elle se caractérise par son immersion, ses interviews de manifestants, sa retransmission en direct et le partage de ses impressions personnelles sur les événements, sans pour autant prendre parti,. StreetPress considère qu'il développe alors « une forme de journalisme moderne » ; Libération estime qu'il « invente un format journalistique - ni plus ni moins ».
Approché notamment par BFM TV, il rejoint fin 2016 le média naissant Brut.

À partir de novembre 2018, son traitement du mouvement des Gilets jaunes (dont il diffuse en direct sur Facebook les manifestations hebdomadaires parisiennes) est remarqué : dans un contexte de vive critique et parfois de haine des médias par une partie des Gilets jaunes, le journaliste se démarque par la sympathie dont il bénéficie de la part de la majorité des manifestants et par les fortes audiences de ses lives,. Libération écrit : 

« L’absence de filtre, de montage et d’intermédiaire autorise une prise de parole directe des citoyens. Ce dispositif médiatique rejoint les revendications d’écoute des gilets jaunes et explique sans doute la bonne fortune actuelle du reporter. Mais il n’est pas sans poser question. Car le propre du journalisme est de faire des choix, […] d’apporter la contradiction, de mettre à distance les propos. »

Il est arrêté par la police le 9 janvier 2020 avant le départ d'une manifestation contre la réforme des retraites parce qu'il portait un masque à gaz. Cette arrestation est dénoncée par le Syndicat national des journalistes comme une atteinte à la liberté de la presse.
Le 23 novembre 2020, alors qu'il filme un dispositif de police en vue d'un déplacement de réfugiés à Paris, il est molesté par un policier. L'Inspection générale de la Police nationale lancera une enquête dès le lendemain. 
Le 28 novembre 2020, alors qu'il couvre la manifestation de la marche des libertés (notamment contre la proposition de loi relative à la sécurité globale), Rémy Buisine reçoit un coup de matraque porté par un commissaire de police de la BRAV-M qui frappe 3 autres journalistes le même jour, dont le photojournaliste syrien Ameer al Halbi, blessé au visage, ainsi qu'un manifestant au sol. Le commissaire est mis en examen en 2024 pour « violences volontaires par personne dépositaire de l’autorité publique ».
Le 4 décembre, il fait partie des journalistes de Brut qui interviewent le président de la République,,.
Le 30 janvier 2021, il filme le commissaire de police Paul-Antoine Tomi (frère de Michel Tomi) en train de matraquer un manifestant à terre lors de l'évacuation de la foule.
Il est à nouveau victime de violences policières alors qu'il couvrait la manifestation du 1er mai 2023 à Paris,. Il porte plainte, vidéo à l'appui, mais l'enquête est classée sans suite pour infraction insuffisamment caractérisée en janvier 2024.